# As Paixões da Alma
As Paixões da Emoções é um tratado elaborado por René Descartes. Foi a última obra publicada pelo autor, em 1649 e foi dedicada a Elisabete da Boémia. O autor contribuiu para uma longa tradição sobre a teorização das "paixões". As paixões eram experimentadas e muitas vezes equacionadas com ou rolutadas como precursoras do que eram usualmente chamadas as "emoções" na idade moderna. No entanto, significantes diferenças entre o que uma paixão supostamente era e o que uma emoção realmente é. Por exemplo, as paixões, como sugerido pela etimologia da palavra, eram passivas por natureza; isto quer dizer que o experienciar de uma paixão era sempre causado por um objecto exterior ao sujeito. Uma emoção, como é transmitida pelo discurso psicológico contemporâneo assim como na cultura popular, é normalmente explicada como um evento interno ao indivíduo ou tendo lugar dentro do sujeito. Por tal, uma emoção é produzida pelo sujeito enquanto que uma paixão é sofrida pelo sujeito
Em As paixões da Alma, Descartes define estes fenômenos como se segue: "As percepções ou sensações ou excitações das emoções, que são causadas, mantidas e amplificadas por alguns movimentos dos espíritos." Os espíritos mencionados aqui são os "espíritos dos animais" centrais à noção de fisiologia de Descartes. Descartes explica que os espíritos animais são produzidos pelo sangue e são responsáveis por estimular os movimentos do corpo. Ao afetarem os músculos, por exemplo, os espíritos dos animais "movem o corpo em todas as diferentes maneiras pelas quais este pode ser movido".
Notáveis precursores de Descartes que articularam as suas próprias teorias sobre as paixões incluem Santo Agostinho e São Tomás de Aquino.